# Neuralink
Neuralink Corporation este o companie americană de neurotehnologie fondată (printre alții) de Elon Musk, care dezvoltă interfețe creier-calculator implantabile. Cu sediul central în San Francisco, compania și-a început activitatea din 2016 și a publicat primul raport de activitate în mai 2017.
Potrivit Bloomberg, de la înființare, compania a angajat mai mulți neurologi renumiți de la diverse universități. Până în iulie 2019, a primit o finanțare de 158 milioane dolari (din care 100 milioane USD au provenit de la Musk) și are 90 de angajați. La acel moment, Neuralink a anunțat că lucra la un dispozitiv „asemănător unei mașini de cusut” capabil să implanteze în creier fire foarte subțiri (de 4 până la 6 μm în lățime), un sistem verificat ce citește informații de la șoareci de laborator prin intermediul a 1.500 de electrozi. Era preconizat să înceapă experimente umane în 2020. 

## Prezentare generală a companiei

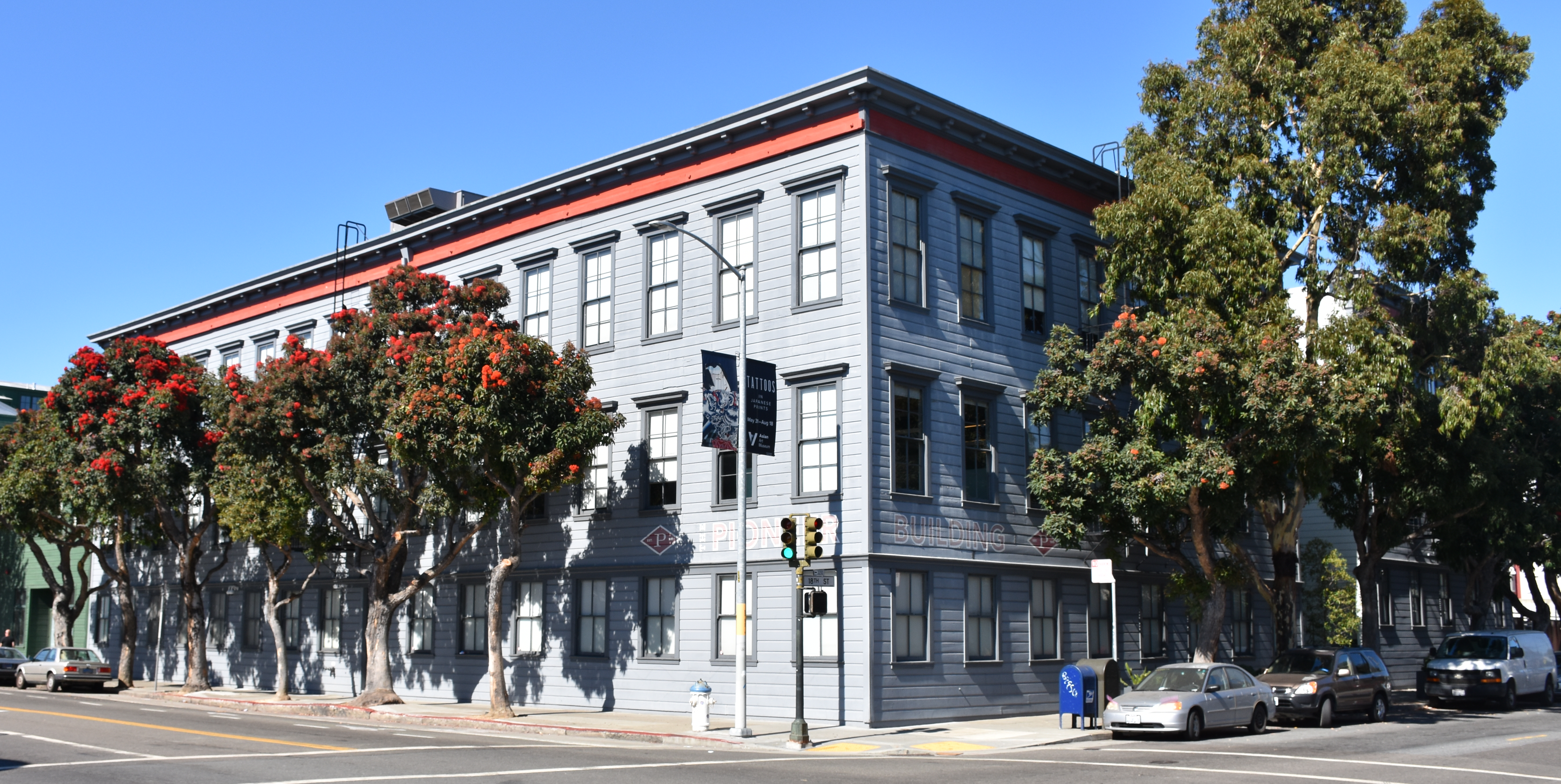
Clădirea Pioneer din San Francisco, care găzduiește birourile Neuralink și OpenAI

Neuralink a fost fondată în 2016 de Elon Musk, Ben Rapoport, Dongjin Seo, Max Hodak, Paul Merolla, Philip Sabes, Tim Gardner, Tim Hanson și Vanessa Tolosa.
În aprilie 2017, blogul Wait But Why a raportat faptul că compania își propune să realizeze dispozitive pentru tratarea bolilor grave ale creierului pe termen scurt, având drept scop final transhumanismul. Musk a spus că a fost parțial atras de conceptul science fiction numit „dantelă neurală” care face parte din universul fictiv din The Culture, o serie de zece romane ale lui Iain M. Banks.
Musk a definit dantela neurală drept un „strat digital ce acoperă cortexul” care nu ar presupune neapărat o inserție chirurgicală extinsă, ci, în mod ideal, un implant printr-o venă sau arteră. Musk a explicat că obiectivul pe termen lung este acela de a realiza „simbioza cu inteligența artificială”, nerealizarea acesteia fiind percepută de către Musk drept o amenințare existențială pentru umanitate. În prezent, unele proteze neuronale pot interpreta semnale creierului și permit persoanelor cu dizabilități să-și controleze brațele și picioarele protetice. Musk își propune să conecteze această tehnologie cu implanturi care, în loc să acționeze mișcarea, pot interfața cu viteză de bandă largă cu alte tipuri de software și gadgeturi externe. 
Începând cu 2020, Neuralink are sediul în San Francisco's Mission District, împărțind clădirea fostei fabrici Pioneer Trunk Factory cu OpenAI, o altă companie co-fondată de Musk. Musk a devenit proprietarul majoritar al Neuralink în septembrie 2018, dar nu a deținut o funcție executivă. Rolul directorului general Jared Birchall (care a fost, de asemenea, listat ca CFO și președinte al Neuralink și  director executiv al altor companii fondate sau co-fondate alături de Musk) a fost descris ca fiind formal. Marca „Neuralink” a fost achiziționată de la proprietarii săi precedenți în ianuarie 2017.

## Electrozi
Până în 2018, compania „a rămas extrem de discretă cu privire la activitatea sa, deși înregistrările publice arătau că a căutat să deschidă o unitate de testare pe animale în San Francisco; ulterior a început să efectueze cercetări la Universitatea din California la Davis.
În iulie 2019, Neuralink a susținut o prezentare în direct la Academia de Științe din California. Tehnologia  propusă implică un modul plasat în afara capului care primește în mod wireless informații de la electrozi fibrilari subțiri flexibili încorporați în creier. Sistemul ar putea include „până la 3.072 de electrozi per fascicul distribuiți pe 96 de fire”, fiecare de 4 până la 6 μm lățime. Firele ar fi introduse de către un dispozitiv robotizat, cu scopul de a evita deteriorarea vaselor de sânge. În prezent, electrozii sunt încă prea mari pentru a înregistra aprinderile neuronilor individuali, putând înregistra doar semnalele unui grup de neuroni. Reprezentanții Neuralink consideră că această limitare ar putea fi atenuată algoritmic, dar este costisitoare din punct de vedere al calculului și nu produce rezultate exacte.     